# Zanè
Zanè é uma comuna italiana da região do Vêneto, província de Vicenza, com cerca de 6.110 habitantes. Estende-se por uma área de 7 km², tendo uma densidade populacional de 873 hab/km². Faz fronteira com Carrè, Marano Vicentino, Piovene Rocchette, Santorso, Schio, Thiene, Zugliano.

## Demografia
| Variação demográfica do município entre 1861 e 2011                               |
|                                                                                   |
| Fonte: Istituto Nazionale di Statistica (ISTAT) - Elaboração gráfica da Wikipedia |